# Erdentempel
Erdentempel é o quarto álbum da banda alemã de folk metal Equilibrium, a ser lançado em junho de 2014. O álbum tem a primeira canção da banda em inglês e é o último com contribuições dos membros fundadores e irmãos Andreas Völkl e Sandra Van Eldik, que decidiram deixar o grupo antes de seu lançamento - eles não tocaram no álbum, cujos instrumentos foram todos tocados por René Berthiaume sozinho.

## Faixas
| N.º | Título                 | Duração |  |
| 1.  | "Ankunft"              |         |  |
| 2.  | "Was Lange Währt"      |         |  |
| 3.  | "Waldschrein"          | 5:20    |  |
| 4.  | "Karawane"             |         |  |
| 5.  | "Uns'rer Flöten Klang" |         |  |
| 6.  | "Freiflug"             |         |  |
| 7.  | "Heavy Chill"          |         |  |
| 8.  | "Wirtshaus Gaudi"      |         |  |
| 9.  | "Stein Meiner Ahnen"   |         |  |
| 10. | "Wellengang"           |         |  |
| 11. | "Apokalypse"           |         |  |
| 12. | "The Unknown Episode"  |         |  |

## Músicos
- Robert "Robse" Dahn - vocais
- René Berthiaume - guitarras, baixo, bateria, teclado